# Kawarna (gmina)
Kawarna (bułg.: Община Каварна)  − gmina w północno-wschodniej Bułgarii, w obwodzie Dobricz.

## Miejscowości
Miejscowości wchodzące w skład gminy Kawarna:
- Bełgun (bułg.: Белгун),
- Biło (bułg.: Било),
- Bożurec (bułg.: Божурец),
- Byłgarewo (bułg.: Българево),
- Chadżi Dimityr (bułg.: Хаджи Димитър),
- Czełopeczene (bułg.: Челопечене),
- Ireczek (bułg.: Иречек),
- Kamen brjag (bułg.: Камен бряг),
- Kawarna (bułg.: Каварна) - stolica gminy,
- Krupen (bułg.: Крупен),
- Mogiliszte (bułg.: Могилище),
- Nejkowo (bułg.: Нейково),
- Poruczik Czunczewo (bułg.: Поручик Чунчево),
- Rakowski (bułg.: Раковски),
- Sełce (bułg.: Селце),
- Septemwrijci (bułg.: Септемврийци),
- Sweti Nikoła (bułg.: Свети Никола),
- Topoła (bułg.: Топола),
- Trawnik (bułg.: Травник),
- Widno (bułg.: Видно),
- Wranino (bułg.: Вранино).